# Deputatie (provinciebestuur)

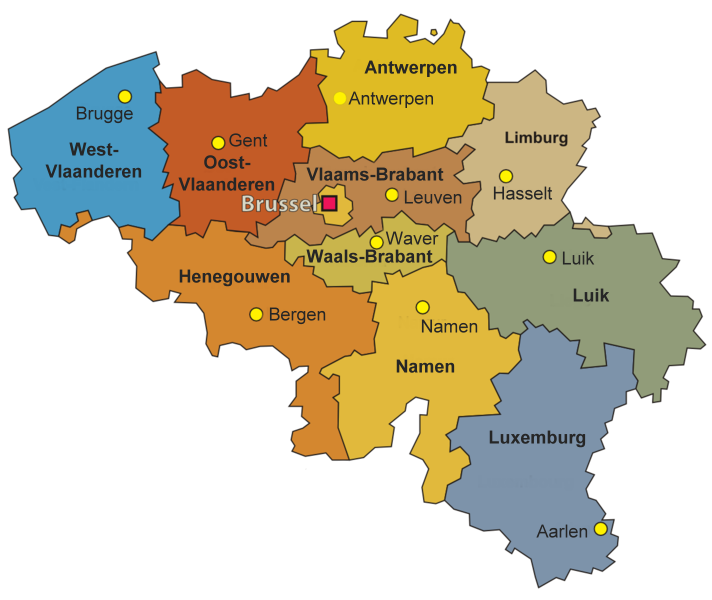
De provincies van Vlaanderen en Wallonië.

De Deputatie in Vlaanderen of het Provinciecollege (collège provincial) in Wallonië, is de uitvoerende macht op het niveau van de provincie (respectievelijk de vijf Vlaamse provincies en de vijf Waalse provincies).
Dit bestuur is te vergelijken met het schepencollege op gemeentelijk niveau, en met de regering in een (deel)staat. De Deputatie wordt verkozen door de leden van de provincieraad die zelf bij algemeen stemrecht verkozen wordt en dus de wetgevende macht is. De leden van de deputatie worden in Vlaanderen de gedeputeerde genoemd.

## Bevoegdheden
Sinds 1 januari 2002 zijn de gewesten bevoegd voor de provinciale organen:
- De provinciewet van 30 april 1836 bepaalde dat de Bestendige Deputatie van de Provincieraad (Députation permanente du conseil) zes leden telde.
- Het Vlaams provinciedecreet van 9 december 2005 spreekt van kortweg de deputatie. De Vlaamse provincies tellen sinds de verkiezingen van 2018 slechts vier gedeputeerden in plaats van zes.[1] Oorspronkelijk werd een vermindering naar vijf in het decreet voorzien, maar dit werd aangepast (in 2017) nog voor dit in werking kon treden in 2018.
- Het Waals decreet van 12 februari 2004 voerde de naam provinciecollege (collège provincial) in, analoog aan het gemeentecollege. De Waalse provincies met minder dan 750.000 inwoners (Waals-Brabant, Namen en Luxemburg) hebben vier gedeputeerden, de provincies met meer inwoners (Henegouwen en Luik) tellen er vijf.

De deputatie wordt voorgezeten door de provinciegouverneur. De gouverneur wordt niet aangesteld door de provincieraad maar door de gewestregeringen (voor 2004 door de koning, zijnde de federale regering) als commissaris van de regering(en). Sinds 1995 heeft hij binnen de deputatie enkel stemrecht als het een rechtsprekende taak betreft. De deputatie zelf bestaat uit door de provincieraad verkozen leden, de gedeputeerden. Ze hebben geen individuele beslissingsbevoegdheid, maar kunnen wel de provinciale bevoegdheden (zoals onderwijs, milieu, toerisme en gezondheid) onderling verdelen ter voorbereiding en opvolging van de dossiers. Ze zijn verantwoording verschuldigd aan de provincieraad.
Naast taken als "uitvoerende macht" heeft de deputatie traditioneel ook een rechtsprekende functie, zoals uitspraak in beroep over vergunningen, of, vóór de oprichting van de Raad voor Verkiezingsbetwistingen in Vlaanderen, geschillen inzake lokale verkiezingen.
Het instituut met vergelijkbare functie in Nederland is het college van Gedeputeerde Staten.

## Samenstelling Deputaties

### West-Vlaanderen
| Naam                     | Partij | Partij  | Functie en bevoegdheden |
| ------------------------ | ------ | ------- | --- |
| Carl Decaluwé            |        | CD&V    | Gouverneur |
| Bart Naeyaert            |        | CD&V    | Gedeputeerde Bestuurlijke organisatie, Plattelandsbeleid, Landbouw en Visserij, Integraal Waterbeleid, Omgevingsvergunningen en Erediensten en niet-confessionele levensbeschouwelijke gemeenschappen |
| Jean-Emmanuel de Bethune |        | CD&V    | Gedeputeerde Economie, Woonbeleid, Ondersteuning Hoger Onderwijs, Externe Relaties en Noord-Zuid-beleid, Algemene Financiering en Budget, Beleidsondersteunende Dataverzameling en Streekontwikkeling |
| Kelly Detavernier        |        | N-VA    | Gedeputeerde Mobiliteit, Onderwijs, Bovenlokale Veiligheidsvoorzieningen en -initiatieven, Erfgoed, Ruimtelijke Ordening, Algemene en Ondersteunende Dienstverlening en Personeel                     |
| Jurgen Vanlerberghe      |        | Vooruit | Gedeputeerde Toerisme en Recreatie, Milieu, Natuur en Landschap, Informatietechnologie en Landinrichting                                                                                              |

### Oost-Vlaanderen
| Naam              | Partij | Partij   | Functie en bevoegdheden |
| ----------------- | ------ | -------- | --- |
| Carina Van Cauter |        | Open VLD | Gouverneur |
| Kurt Moens        |        | N-VA     | Gedeputeerde Financiën, Facilitaire Dienst, Erediensten en Vrijzinnigencentra, Onderwijsinstellingen en Mobiliteit                                                                                                   |
| Joke Schauvliege  |        | CD&V     | Gedeputeerde Marketing en Communicatie, Interne Dienst Welzijn, Milieu en Duurzaamheid, POLIS, Integraal Waterbeleid, Omgevingsvergunningen, Dienst Ondernemen en Innovatie en Dienst Europa, Landbouw en Platteland |
| Dagmar Beernaert  |        | Vooruit  | Gedeputeerde Patrimonium, ICT, Recreatie- en Natuurdomeinen, Leefmilieu, Ruimtelijke Planning en Toerisme |
| David Coppens     |        | N-VA     | Gedeputeerde Personeel, Juridische Aangelegenheden en Bestuurszaken, Strategie en Organisatiebeheer, PAULO, Erfgoed en Erfgoedsites                                                                                  |

### Antwerpen
| Naam            | Partij | Partij  | Functie en bevoegdheden |
| --------------- | ------ | ------- | --- |
| Cathy Berx      |        | CD&V    | Gouverneur |
| Luk Lemmens     |        | N-VA    | Gedeputeerde Algemeen Beleid, Griffie, Interne Audit, Communicatie, Lokale Besturen, Ruimtelijke ordening, Omgevingsvergunningen, Omgevingsberoepen en Economie       |
| Mireille Colson |        | N-VA    | Gedeputeerde Mobiliteit, Toerisme, Vrije Tijd, Provinciale Groen- en Recreatiedomeinen en ICT                                                                         |
| Jinnih Beels    |        | Vooruit | Gedeputeerde Personeel, Landbouw, Wonen, Herbestemming van Kerken, Detailhandelsbeleid, Mondiaal Beleid, Kamp C, De Warande en Campus Vesta                           |
| Jan De Haes     |        | N-VA    | Gedeputeerde Klimaat, Milieu en Natuur, Waterbeleid, Regionale Landschappen en Bosgroepen, Logistiek, Financiën, Europese Samenwerking en Stichting Kempens Landschap |

### Limburg
| Naam            | Partij | Partij   | Functie en bevoegdheden |
| --------------- | ------ | -------- | --- |
| Jos Lantmeeters |        | N-VA     | Gouverneur |
| Inge Moors      |        | CD&V     | Gedeputeerde Ruimtelijke Planning, Omgevingsvergunningen, Wonen, Landbouw en Platteland, Griffie, Pcfruit, Pibo Campus en PVL                                                                           |
| Laura Olaerts   |        | N-VA     | Gedeputeerde Onderwijs, Toerisme, Visit Limburg vzw, Milieu, Natuur, Water, Bosgroepen, Veiligheid, PLOT, Mobiliteit, (Niet-)Confessionele Levensbeschouwing, Dierenwelzijn, Informatie en Communicatie |
| Igor Philtjens  |        | Open VLD | Gedeputeerde Financiën en Begroting, Erfgoed, Facilitaire Diensten, Provinciaal Domein Bokrijk, Provinciaal Domein Nieuwenhoven, Provinciaal Domein Dommelhof, Mondiale Samenwerking en Regiomarketing  |
| Tom Vandeput    |        | CD&V     | Gedeputeerde Economie, Innovatie en Industrieterreinen, Europese Aangelegenheden, Personeelsbeleid en Interne Communicatie en POM Limburg                                                               |

### Vlaams-Brabant
| Naam            | Partij | Partij   | Functie en bevoegdheden |
| --------------- | ------ | -------- | --- |
| Jan Spooren     |        | N-VA     | Gouverneur |
| Gunther Coppens |        | N-VA     | Gedeputeerde Financiën, Vlaams Karakter, Wonen, Economie en Ruimtelijke Planning |
| Tom Dehaene     |        | CD&V     | Gedeputeerde PIVO, Landbouw, Platteland en Streekproducten, Waterlopen, Toerisme, Personeel en Organisatie, Provinciaal Plattelandscentrum Peerenbosch en Praktijkpunt Landbouw Vlaams-Brabant, Buurt- en Voetwegen, Omgevingsvergunningen: dossiers in beroep Halle-Vilvoorde, Welzijn op het Werk IDWM - Provinciaal Comité ter Bevordering van Arbeid, Steunpunt Data & Analyse en Informatiebeleid |
| Ann Schevenels  |        | Open VLD | Gedeputeerde Provinciedomeinen, Recreatie, Provinciaal Patrimonium, Facilitair Beheer, Communicatie, Juridische Dienst, Slimme Regio, Internationalisering en Europa |
| Bart Nevens     |        | N-VA     | Gedeputeerde Leefmilieu, Dierenwelzijn, Mobiliteit, Onderwijs, Erfgoed, Uitleendienst, Omgevingsvergunningen arrondissement Leuven |

### Waals-Brabant
| Naam              | Partij | Partij      | Functie en bevoegdheden |
| ----------------- | ------ | ----------- | --- |
| Gilles Mahieu     |        | PS          | Gouverneur |
| Tanguy Stuckens   |        | MR          | Gedeputeerde Institutionele Hervormingen, Regiovorming, Public relations, Territoriale Ontwikkeling, Waterlopen, Gehandicaptenbeleid en Inclusie, het Laatste Hoofdkwartier van Napoleon en Administratie                                                                     |
| Benjamin Goes     |        | Les Engagés | Gedeputeerde Cultuur, Toerisme, Jeugd, Sociale Zaken, Gezondheid, Kleine Kinderen, Actief Ouder Worden en Begeleiding van Ouderen, Huisvesting en Mobiliteit |
| Sophie Keymolen   |        | MR          | Gedeputeerde Economie, Digitalisering en Digitale Transitie, Landbouw en Plattelandsbeleid, Ruimtelijke Ordening, Bois des Rêves, Gelijke Kansen, Burgerschap, Ontwikkelingssamenwerking, Erediensten en Laïciteit, Folklore en Verlening van Audiovisueel en Hobbymateriaal. |
| Christophe Dister |        | MR          | Gedeputeerde Onderwijs, Veiligheid en Hulpverleningszones, Opleiding, Kasteel van Hélécine en Sport. |

### Henegouwen
| Naam            | Partij | Partij      | Functie en bevoegdheden |
| --------------- | ------ | ----------- | --- |
| Tommy Leclercq  |        | PS          | Gouverneur |
| Eric Massin     |        | PS          | Gedeputeerde Regiovorming, Communicatie, Cultuur, Protocol en Betrekkingen met andere overheden, Voogdij en Kieszaken, Organisatie van de werkzaamheden van de provincieraad en de deputatie, Financiën en Begroting, Patrimonium en Gebouwen |
| Pascal Lafosse  |        | PS          | Gedeputeerde Onderwijs, Opleiding, Human Resources en Syndicale betrekkingen en Informatica |
| Aurore Goossens |        | MR          | Gedeputeerde Territoriale ontwikkeling, Gezondheid, Toerisme, Hulpverleningszones, Hoger Onderwijs met volledig leerplan en Onderwijs voor Sociale Promotie en Hainaut Ingénierie Technique                                                   |
| David Lavaux    |        | Les Engagés | Gedeputeerde Sociale Zaken, Erediensten en Laïciteit en Externe Betrekkingen |

### Luik
| Naam             | Partij | Partij      | Functie en bevoegdheden |
| ---------------- | ------ | ----------- | --- |
| Hervé Jamar      |        | MR          | Gouverneur |
| Katty Firquet    |        | MR          | Gedeputeerde Regiovorming, Onderwijs, Protocol, Institutionele Zaken en Sport |
| Luc Gillard      |        | PS          | Gedeputeerde Cultuur, Toerisme, Bijstand aan Gemeenten, Internationale Betrekkingen, Europese Fondsen en Pensioenen |
| Luc Lejeune      |        | Les Engagés | Gedeputeerde Personeel en human resources, Hulpverleningszones en Burgerlijke Veiligheid, Gezondheid en Sociale Zaken |
| André Denis      |        | MR          | Gedeputeerde Opleiding, Erfgoed, Infrastructuur, Interne Dienst voor Preventie en Bescherming op het Werk, Duurzame Ontwikkeling, Ecologische en Voedingstransitie, Landbouw en Plattelandsbeleid, Laboratoria en Intercommunales |
| Laura Crapanzano |        | PS          | Gedeputeerde Begroting, Financiën en Fiscaliteit, Informatica en Digitalisering, Algemene Zaken, Huisvesting, Erediensten en Laïciteit en Communicatie                                                                            |

### Namen
| Naam                    | Partij | Partij      | Functie en bevoegdheden |
| ----------------------- | ------ | ----------- | --- |
| Denis Mathen            |        | MR          | Gouverneur |
| Etienne Bertrand        |        | Les Engagés | Gedeputeerde Begroting en Financiën, Cultuur en Openbare Lezingen, Musea en Erfgoed, Economische Zaken en Erediensten en Laïciteit                                 |
| Sabine Laruelle         |        | MR          | Gedeputeerde Onderwijs en Opleiding, Kasteel van Namen, Human Resources en Landbouw                                                                                |
| Isabelle Moinnet-Joiret |        | Les Engagés | Gedeputeerde Vivre Mieux en Provinciaal Domein van Chevetogne |
| Mélanie Havenne         |        | MR          | Gedeputeerde Ruimtelijke Transitie, Regiovorming, Markten, Hulpverleningszones, Informatica en Technologie, Technische Diensten en Energie en Provinciale Gebouwen |

### Luxemburg
| Naam              | Partij | Partij      | Functie en bevoegdheden |
| ----------------- | ------ | ----------- | --- |
| Olivier Schmitz   |        | Les Engagés | Gouverneur |
| Coralie Bonnet    |        | Les Engagés | Gedeputeerde Communicatie en Externe Betrekkingen, Financiën en Begroting, Economie en Landbouw en Burgerlijke Veiligheid                                       |
| Stephan De Mul    |        | PS          | Gedeputeerde Human Resources, Gezondheid, Sociale Zaken, Gelijke Kansen, Gehandicaptenbeleid, Onderwijs, Cultuur en Laïciteit                                   |
| Marie-Eve Hannard |        | Les Engagés | Gedeputeerde Technische Diensten, Leefmilieu en Energie, Informatica, Erfgoed, Domein van Mirwart, Toerisme en Regiovorming                                     |
| Dominique Gillard |        | MR          | Gedeputeerde Burgerschap, Mobiliteit, Verkeersveiligheid, Dierenwelzijn, Opleiding, Cultuur, Sport, Bibliotheek, Grensoverschrijdend beleid en La Grande Région |